# Риф

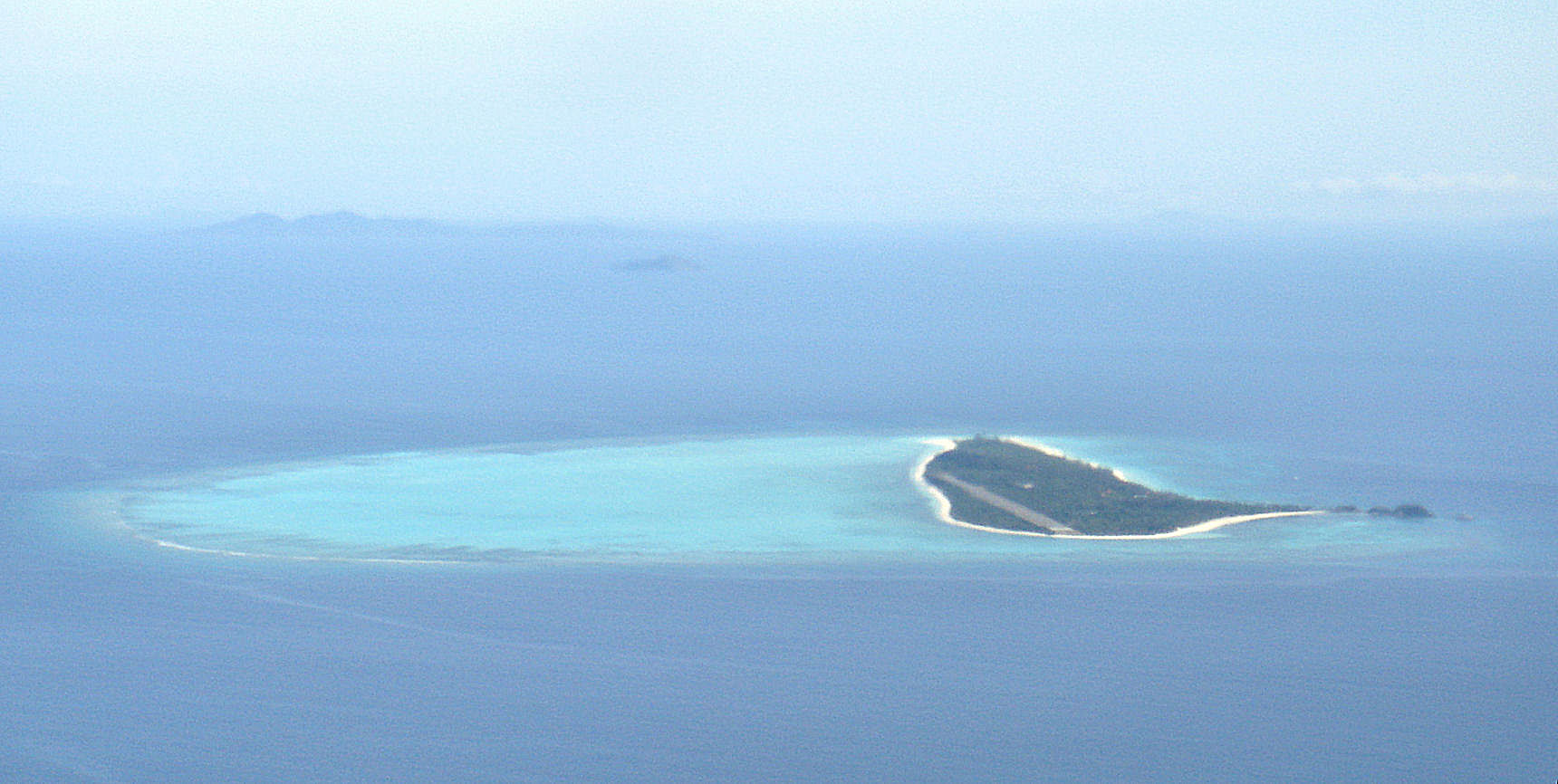
Острів Памалікан з оточуючим рифом. Море Сулу, Філіппіни.

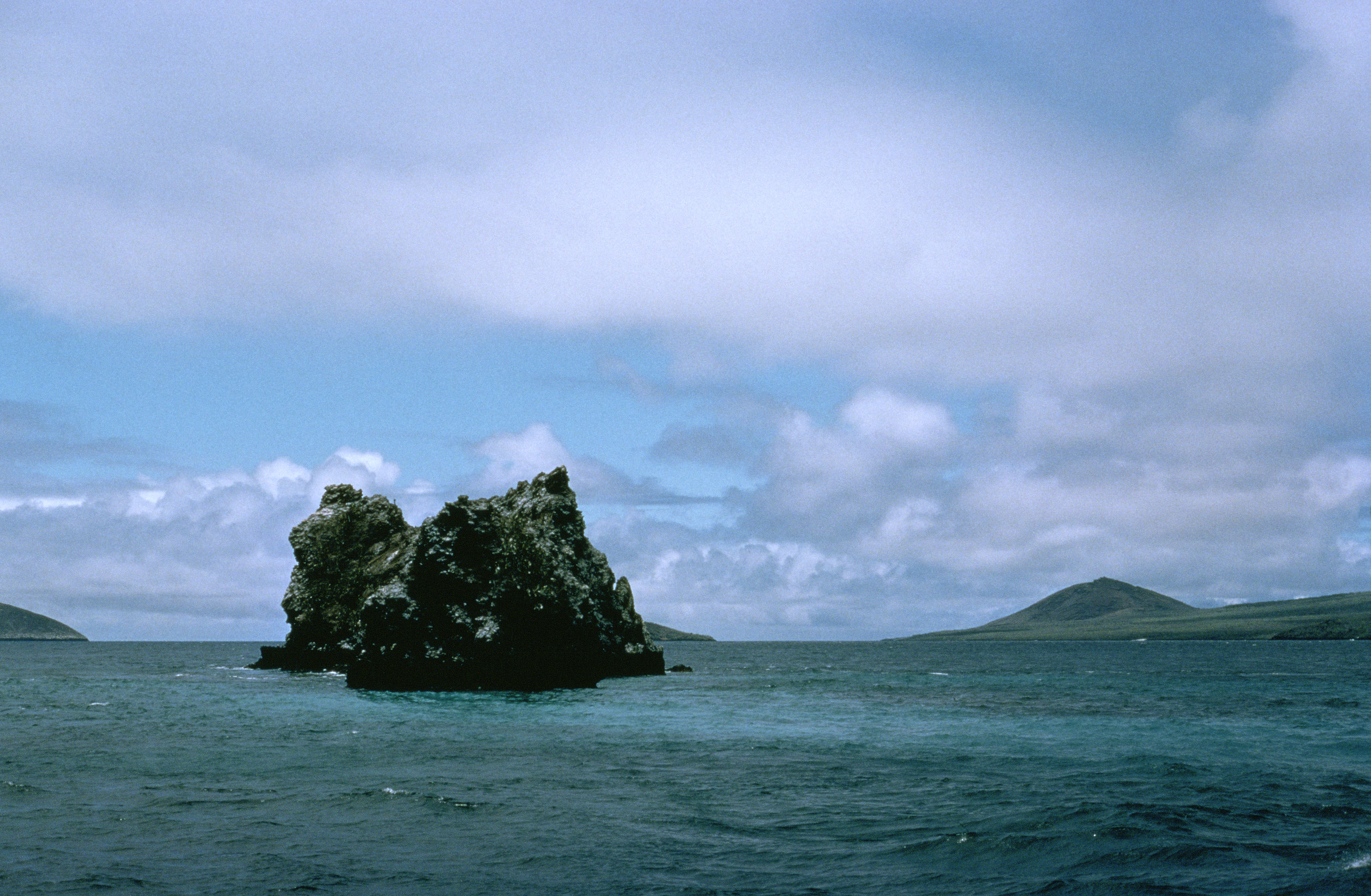
Риф "Терновий вінець", Галапагоські острови, окремі фрагменти якого піднімаються над водою

Риф — пасмо підводних чи невисоких надводних скель на мілководді, що утворюються під час розмиву дна, берегів або внаслідок нагромадження решток колоніальних коралів, молюсків тощо.